# Запис јасен на Планини (Вреоци)
Запис јасен на Планини (Вреоци) се налази на парцели чији је власник Република Србија.

## Локација
| Општина             | Лазаревац                                                                   |
| Катастарска општина | Вреоци                                                                      |
| Потес               | Планина                                                                     |
| Координате          | 44° 27′ 17″ С; 20° 17′ 35″ И / 44.454799999999999° С; 20.293099999999999° И |
| Надморска висина    | 142m                                                                        |

## Карактеристике
Дендрометријске вредности утврђене на терену и сателитским снимцима:
| Стабло                     | Јасен |
| Висина стабла              | m     |
| Обим дебла                 | m     |
| Пречник крошње             | 6m    |
| Пречник дебла              | m     |
| Висина дебла до прве гране | m     |

## База записа
Запис је у оквиру Викимедија пројекта "Запис - Свето дрво" заведен под редним бројем 1010.